# Boks na Igrzyskach Ameryki Środkowej i Karaibów 1959
Boks na Igrzyskach Ameryki Środkowej i Karaibów 1959 – jedna z dyscyplin sportowych rozgrywana na igrzyskach Ameryki Środkowej i Karaibów 1959 w wenezuelskim mieście Caracas. Podani zostali tylko zatwierdzeni medaliści.

## Medaliści
| Kategoria                      | Złoty                        | Srebrny | Brązowy |
| waga musza (51 kg)             | Pablo Lugo · Portoryko       |         |         |
| waga kogucia (54 kg)           | Henry Elloy · Panama         |         |         |
| waga piórkowa (57 kg)          | Carlos Hernández · Wenezuela |         |         |
| waga lekka (60 kg)             | Felix Llende · Wenezuela     |         |         |
| waga lekkopółśrednia (63,5 kg) | Daniel Bravo · Wenezuela     |         |         |
| waga półśrednia (67 kg)        | Enrique Tovar · Wenezuela    |         |         |
| waga lekkośrednia (71 kg)      | José Burga · Wenezuela       |         |         |
| waga średnia (75 kg)           | Dionio Maleve · Wenezuela    |         |         |
| waga półciężka (81 kg)         |                              |         |         |
| waga ciężka (+81 kg)           |                              |         |         |